# Frondaria
Frondaria là một chi thực vật có hoa trong họ Lan.